# Kräfteparallelogramm

Ein Kräfteparallelogramm

Abspannung einer Laterne von zwei Gebäuden: Das Kräfteparallelogramm stellt die Zugkräfte und dar, die auf die Seile wirken, wenn eine Gewichtskraft angehängt wird.

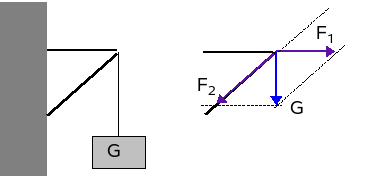
Die Gewichtskraft bewirkt im diagonalen Stab die Druckkraft und im horizontalen Stab die Zugkraft.

Das Kräfteparallelogramm ist ein Hilfsmittel zur geometrischen Untersuchung von Kräften. Es basiert auf einem Gesetz der Mechanik, das besagt:
Je zwei am selben Punkt angreifende Kräfte können durch eine einzige Kraft ersetzt werden. Diese resultierende Kraft (auch Gesamtkraft oder Ersatzkraft genannt) hat die gleiche Wirkung wie die beiden Ausgangskräfte zusammen.
Als geometrische Lösung zeichnet man dazu zwei Kraftvektoren mit Betrag (also bestimmter Länge) und Richtung als Pfeile auf. Im Parallelogramm, das aus diesen beiden Pfeilen gezeichnet werden kann, zeigt die Diagonale vom Ursprungspunkt aus die resultierende Kraft, die sich ergibt. Mathematisch entspricht das der Vektoraddition der beiden Kraftvektoren. Die Umkehrung dieses Prozesses ist die Kräftezerlegung, bei der ein vorgegebener Kraftvektor in zwei Kräfte aufgespalten wird. Dabei sind prinzipiell beliebig viele Lösungen möglich. Kennt man die Wirkungsrichtung der zerlegten Komponenten, so gibt es genau eine Lösung und man kann den Betrag der beiden Kräfte bestimmen.
Das Gesetz vom Kräfteparallelogramm hat axiomatischen Charakter: Es kann nicht durch andere Gesetze – z. B. die newtonschen Gesetze – bewiesen werden, sondern wird als wahr angenommen, da seine Ergebnisse mit den Erfahrungen der Praxis übereinstimmen. Zuweilen wird es auch als viertes newtonsches Gesetz bezeichnet.
Nach dem gleichen Gesetz werden in der klassischen Mechanik Geschwindigkeiten addiert (siehe Klassisches Additionstheorem der Geschwindigkeiten).
Die Erweiterung des Konzepts vom Kräfteparallelogramm auf mehr als zwei Kräfte führt zum Kräfteeck. Es können aber auch mehr als zwei Kräfte mit dem Kräfteparallelogramm zusammengefasst werden. Dazu werden zunächst zwei Kräfte zusammengefasst und deren Resultierende wird dann mit einer weiteren Kraft zu einer neuen Resultierenden zusammengefasst. Der Vorgang wird dann solange wiederholt bis nur noch eine einzige Kraft übrig bleibt.

## Grafische Addition zweier Kräfte
Mit grafischen Mitteln lässt sich eine resultierende Kraft ermitteln, deren Wirkung auf den Körper den beiden Ausgangskräften entspricht.
1. Maßstabsgerechtes Anzeichnen der Kräfte nach Angriffspunkt, Betrag und Richtung.
2. Verschieben der Pfeile entlang der Wirkungslinie zum gemeinsamen Schnittpunkt. Falls die beiden Kräfte nicht denselben Angriffspunkt haben, kann das Kräfteparallelogramm im Allgemeinen nicht angewandt werden. Falls die Kräfte jedoch auf einen starren Körper wirken, ändert sich ihre Wirkung nicht, wenn sie entlang ihrer Wirkungslinien verschoben werden (sogenanntes Linienflüchtigkeitsgesetz). Häufig geht man unausgesprochen davon aus, dass die Kräfte auf einen starren Körper wirken.
3. Parallelverschiebung der beiden Wirkungslinien, so dass die Linie die Spitze des anderen Kraftvektors durchläuft.
4. Die Diagonale des so entstandenen Parallelogramms bildet die resultierende Kraft und ersetzt die beiden Ausgangskräfte. Die entstandene Kraft lässt sich für weitere Untersuchungen wiederum entlang ihrer Wirkungslinie verschieben, falls sie auf einen starren Körper wirkt.

Schritt 1
Schritt 2
Schritt 3
Schritt 4

## Grafische Kräftezerlegung
Eine Kraft wird zur besseren Untersuchbarkeit in zwei Teilkräfte aufgespaltet, die sich am selben Punkt schneiden. Dabei lässt sich mit grafischen Mitteln anhand der geforderten Wirkrichtung der Betrag der Kraftkomponenten ermitteln.
1. Maßstabsgerechtes Aufzeichnen der Ausgangskraft und der Wirkungslinien der Teilkräfte
2. Verschiebung der Ausgangskraft entlang ihrer Wirkungslinie zum Schnittpunkt der Wirkungslinien
3. Parallelverschiebung der Wirkungslinien der Teilkräfte, damit die Linie die Spitze der Ausgangskraft durchläuft
4. Die am Angriffspunkt anliegenden Seitenkanten des entstandenen Parallelogramms entsprechen den Kraftvektoren der Teilkräfte.

Schritt 1
Schritt 2
Schritt 3
Schritt 4

## Geschichte
Das Gesetz vom Kräfteparallelogramm (oder der Verwendung des Parallelogramms bei der Zerlegung physikalischer Größen, da der Kraftbegriff sich auch erst im Lauf der Zeit und insbesondere mit Newton herausbildete) hat eine verwickelte Geschichte, die bis auf Pseudo-Aristoteles (Questiones Mechanicae) zurückgeht. Seine Bedeutung wurde aber in der Renaissance nicht in vollem Umfang erkannt. Die Methode wurde 1586 von Simon Stevin (1548–1620) formuliert (Stevinsches Gedankenexperiment) für die Analyse der Kräfte auf der schiefen Ebene.  Sie setzte sich in breiteren Wissenschaftlerkreisen erst im 17. Jahrhundert durch, u. a. durch Diskussionen im Kreis von Marin Mersenne in Paris, die in den 1630er Jahren die ab 1605 lateinisch erschienenen Werke von Stevin kennenlernten und diskutierten, unter anderem bei Gilles Personne de Roberval, Pierre de Fermat und Pierre Hérigone, als Reaktion auf die Optik von René Descartes und bei Thomas Hobbes sowie bei Galileo Galilei (z. B. Dialog über die beiden Weltsysteme, 1630). Auch danach gab es immer wieder Verständnisprobleme. John Wallis formulierte in seiner Mechanik das Gesetz schließlich um 1670 als Axiom. Isaac Newton gab die Methode in seinen Philosophiae Naturalis Principia Mathematica (1687, Buch 1, Kapitel Axioms, or the laws of motion) als Korollar 1 (Zusatz) zu seinen drei Bewegungsgleichungen an: „A body, acted on by two forces simultaneously, will describe the diagonals of a parallelogram in the same time as it would describe the sides of those forces separately.“ (In Wolfers deutscher Übersetzung der Principia (1872, S. 33): „Ein Körper beschreibt in derselben Zeit, durch Verbindung zweier Kräfte die Diagonale eines Parallelogrammes, in welcher er, vermöge der einzelnen Kräfte die Seiten beschrieben haben würde.“) Er wandte die Zerlegung über Parallelogramme aber auch auf andere Vektorgrößen wie Beschleunigung und Geschwindigkeit an. Die Entdeckung des Kräfteparallelogramms im heutigen Sinn wird auch unabhängig Pierre de Varignon (Projet d'une novell mechanique, Paris, 1687, Nouvelle mechanique ou statique, 1725) zugeschrieben.
Es wurden verschiedene Geräte erfunden, die die Zerlegung illustrieren, so von Crahay.